# Leśnica (województwo wielkopolskie)
Leśnica – wieś w Polsce położona w województwie wielkopolskim, w powiecie kolskim, w gminie Koło.
W latach 1975–1998 miejscowość administracyjnie należała do województwa konińskiego.

## Informacje ogólne
Miejscowość leży 2 km na południowy wschód od Koła, przy drodze lokalnej do Grzegorzewa i Łęczycy. W skład sołectwa wchodzi także osada Stellutyszki.

## Cmentarz
We wsi znajduje się cmentarz komunalny miasta Koła, użytkowany także przez parafię Błogosławionych 108 Męczenników w Powierciu. Pierwsze groby pochodzą z 1992. Cmentarz położony jest na wzniesieniu, z którego rozciąga się widok na Koło i okolicę.